# بياويستوك
بياويستوك (بالإنجليزية: Białystok)‏ هي مدينة مع صلاحيات بووتيس ‏ تقع في بولندا في محافظة بودلسكي.[بحاجة لمصدر] يقدر عدد سكانها بـ 294,399 نسمة ومساحتها 102.12 كم2 .

## المناخ
يظهر الجدول التالي التغييرات المناخية على مدار السنة لبياويستوك:
| البيانات المناخية لـبياويستوك                         | البيانات المناخية لـبياويستوك | البيانات المناخية لـبياويستوك | البيانات المناخية لـبياويستوك | البيانات المناخية لـبياويستوك | البيانات المناخية لـبياويستوك | البيانات المناخية لـبياويستوك | البيانات المناخية لـبياويستوك | البيانات المناخية لـبياويستوك | البيانات المناخية لـبياويستوك | البيانات المناخية لـبياويستوك | البيانات المناخية لـبياويستوك | البيانات المناخية لـبياويستوك | البيانات المناخية لـبياويستوك |
| الشهر                                                 | يناير                         | فبراير                        | مارس                          | أبريل                         | مايو                          | يونيو                         | يوليو                         | أغسطس                         | سبتمبر                        | أكتوبر                        | نوفمبر                        | ديسمبر                        | المعدل السنوي                 |
| ----------------------------------------------------- | ----------------------------- | ----------------------------- | ----------------------------- | ----------------------------- | ----------------------------- | ----------------------------- | ----------------------------- | ----------------------------- | ----------------------------- | ----------------------------- | ----------------------------- | ----------------------------- | ----------------------------- |
| الدرجة القصوى °م (°ف)                                 | 12.0 (53.6)                   | 16.4 (61.5)                   | 20.0 (68.0)                   | 27.8 (82.0)                   | 31.1 (88.0)                   | 32.6 (90.7)                   | 36.1 (97.0)                   | 35.2 (95.4)                   | 31.1 (88.0)                   | 23.9 (75.0)                   | 17.2 (63.0)                   | 13.9 (57.0)                   | 36.1 (97.0)                   |
| متوسط درجة الحرارة الكبرى °م (°ف)                     | −1.0 (30.2)                   | −0.2 (31.6)                   | 4.9 (40.8)                    | 12.4 (54.3)                   | 18.4 (65.1)                   | 21.4 (70.5)                   | 23.2 (73.8)                   | 22.6 (72.7)                   | 17.4 (63.3)                   | 11.5 (52.7)                   | 4.5 (40.1)                    | 0.3 (32.5)                    | 11.3 (52.3)                   |
| المتوسط اليومي °م (°ف)                                | −3.7 (25.3)                   | −3.4 (25.9)                   | 0.7 (33.3)                    | 7.0 (44.6)                    | 12.4 (54.3)                   | 15.7 (60.3)                   | 17.6 (63.7)                   | 16.9 (62.4)                   | 12.3 (54.1)                   | 7.4 (45.3)                    | 2.0 (35.6)                    | −2.2 (28.0)                   | 6.9 (44.4)                    |
| متوسط درجة الحرارة الصغرى °م (°ف)                     | −6.4 (20.5)                   | −6.6 (20.1)                   | −3.5 (25.7)                   | 1.6 (34.9)                    | 6.4 (43.5)                    | 9.9 (49.8)                    | 11.9 (53.4)                   | 11.1 (52.0)                   | 7.1 (44.8)                    | 3.3 (37.9)                    | −0.5 (31.1)                   | −4.6 (23.7)                   | 2.5 (36.4)                    |
| أدنى درجة حرارة °م (°ف)                               | −34.6 (−30.3)                 | −31.1 (−24.0)                 | −23.6 (−10.5)                 | −8.0 (17.6)                   | −5.0 (23.0)                   | −0.2 (31.6)                   | −1.1 (30.0)                   | 0.1 (32.2)                    | −5.1 (22.8)                   | −11.1 (12.0)                  | −19.3 (−2.7)                  | −29.0 (−20.2)                 | −34.6 (−30.3)                 |
| الهطول مم (إنش)                                       | 22.0 (0.87)                   | 26.9 (1.06)                   | 29.8 (1.17)                   | 36.9 (1.45)                   | 60.3 (2.37)                   | 67.9 (2.67)                   | 80.3 (3.16)                   | 54.4 (2.14)                   | 59.1 (2.33)                   | 51.2 (2.02)                   | 44.1 (1.74)                   | 34.3 (1.35)                   | 567.2 (22.33)                 |
| متوسط أيام هطول الأمطار                               | 11.3                          | 11.2                          | 10.8                          | 10.5                          | 10.6                          | 12.2                          | 13.1                          | 10.4                          | 11.4                          | 10.2                          | 12.2                          | 14.1                          | 138                           |
| متوسط الأيام الممطرة                                  | 7                             | 7                             | 8                             | 9                             | 7                             | 8                             | 8                             | 7                             | 8                             | 9                             | 9                             | 6                             | 93                            |
| متوسط الأيام المثلجة                                  | 9                             | 10                            | 7                             | 3                             | 0                             | 0                             | 0                             | 0                             | 0                             | 0                             | 5                             | 7                             | 41                            |
| متوسط الرطوبة النسبية (%)                             | 90                            | 90                            | 80                            | 70                            | 70                            | 75                            | 75                            | 75                            | 85                            | 85                            | 90                            | 95                            | 82                            |
| ساعات سطوع الشمس الشهرية                              | 36.1                          | 58.0                          | 124.6                         | 190.1                         | 252.6                         | 255.3                         | 258.0                         | 250.7                         | 158.6                         | 96.1                          | 36.5                          | 24.5                          | 1٬741٫6                       |
| المصدر: WeatherBase, Climatebase.ru and meteoblue.com |                               |                               |                               |                               |                               |                               |                               |                               |                               |                               |                               |                               |                               |

## المدن التوأمة
مدن آيندهوفن، كالينينغراد، كاوناس، ريدجو كالابريا، جيلغافا، غرودنو، ميلواكي، ويسكنسن، ديجون، تشيستوخوفا، بسكوف، شانغزو، غيومري، تالين ولوتسك هي مدن توأمة لـبياويستوك.

## معرض صور

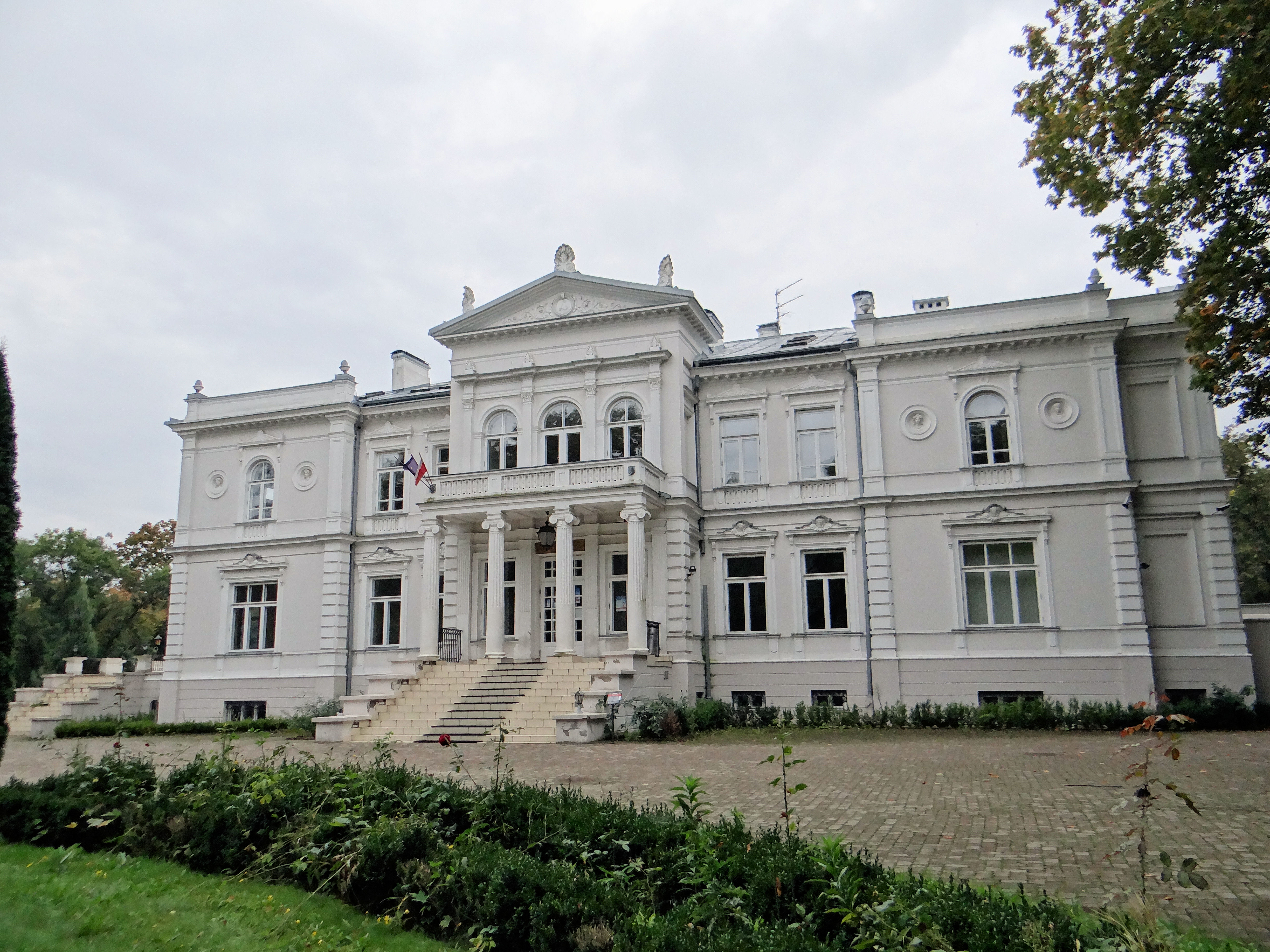
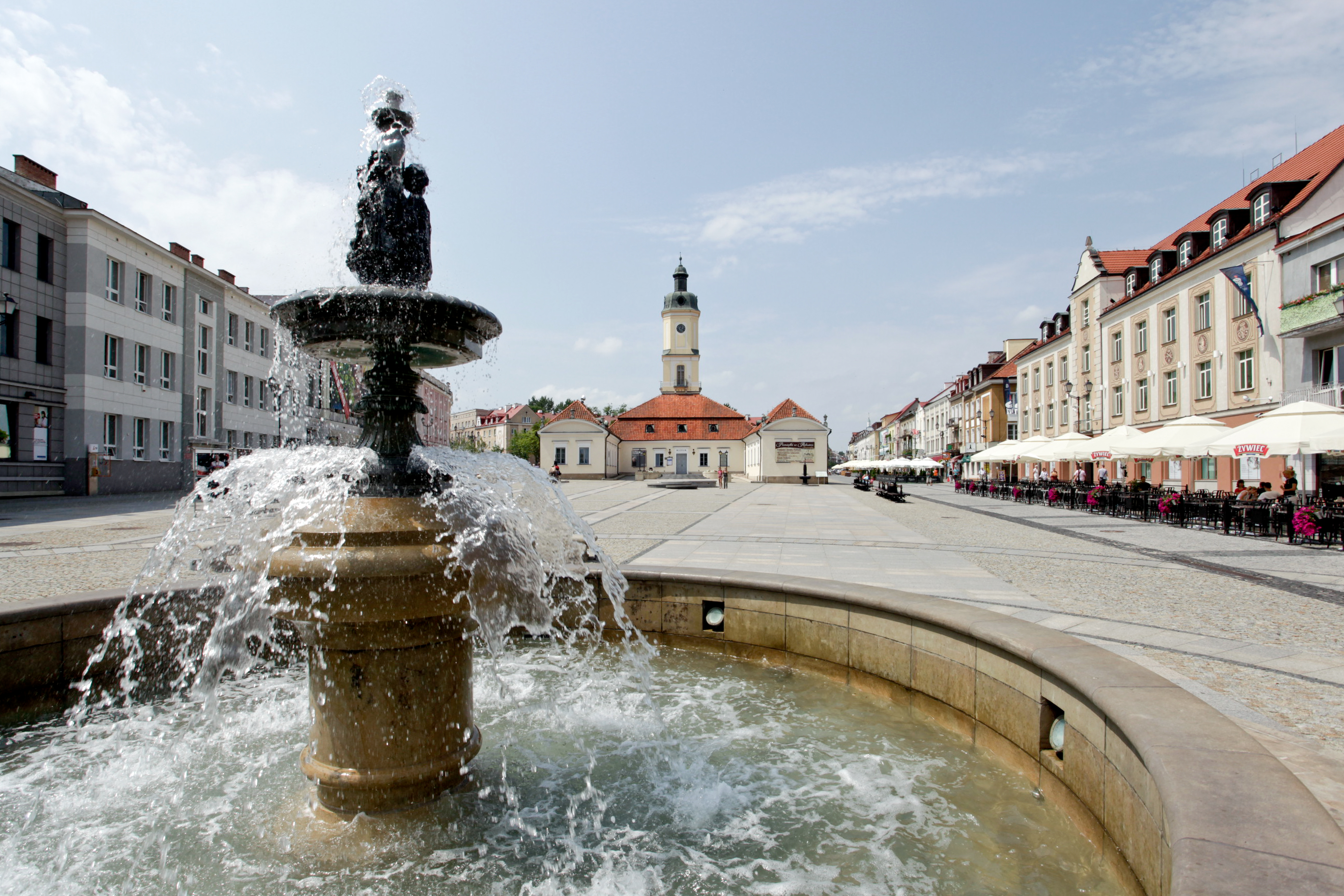
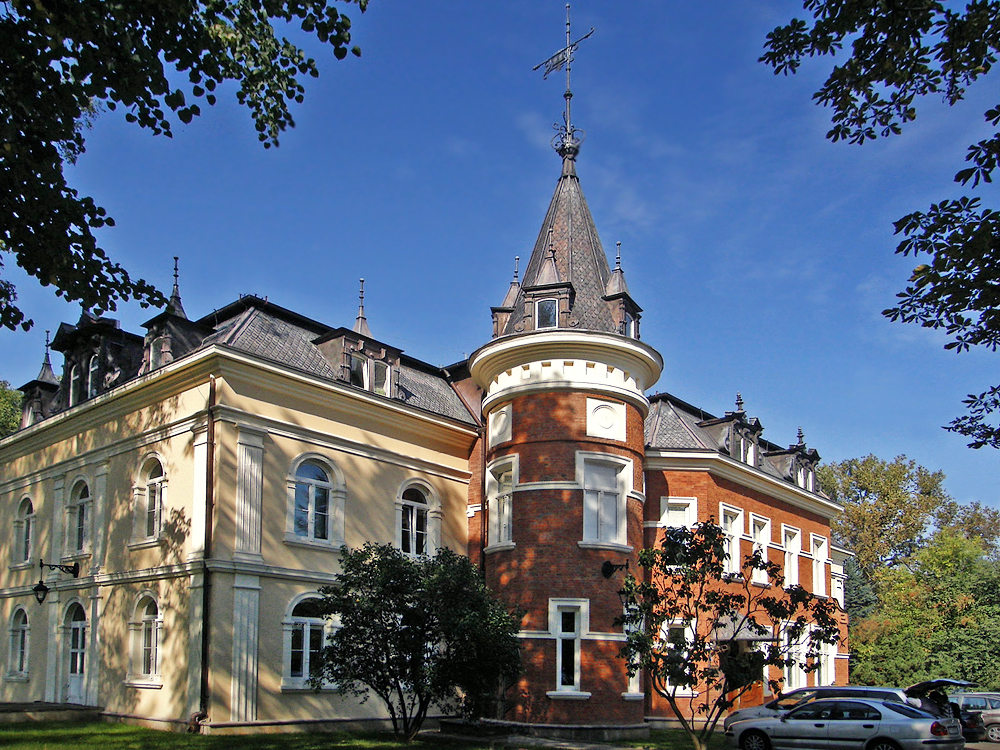
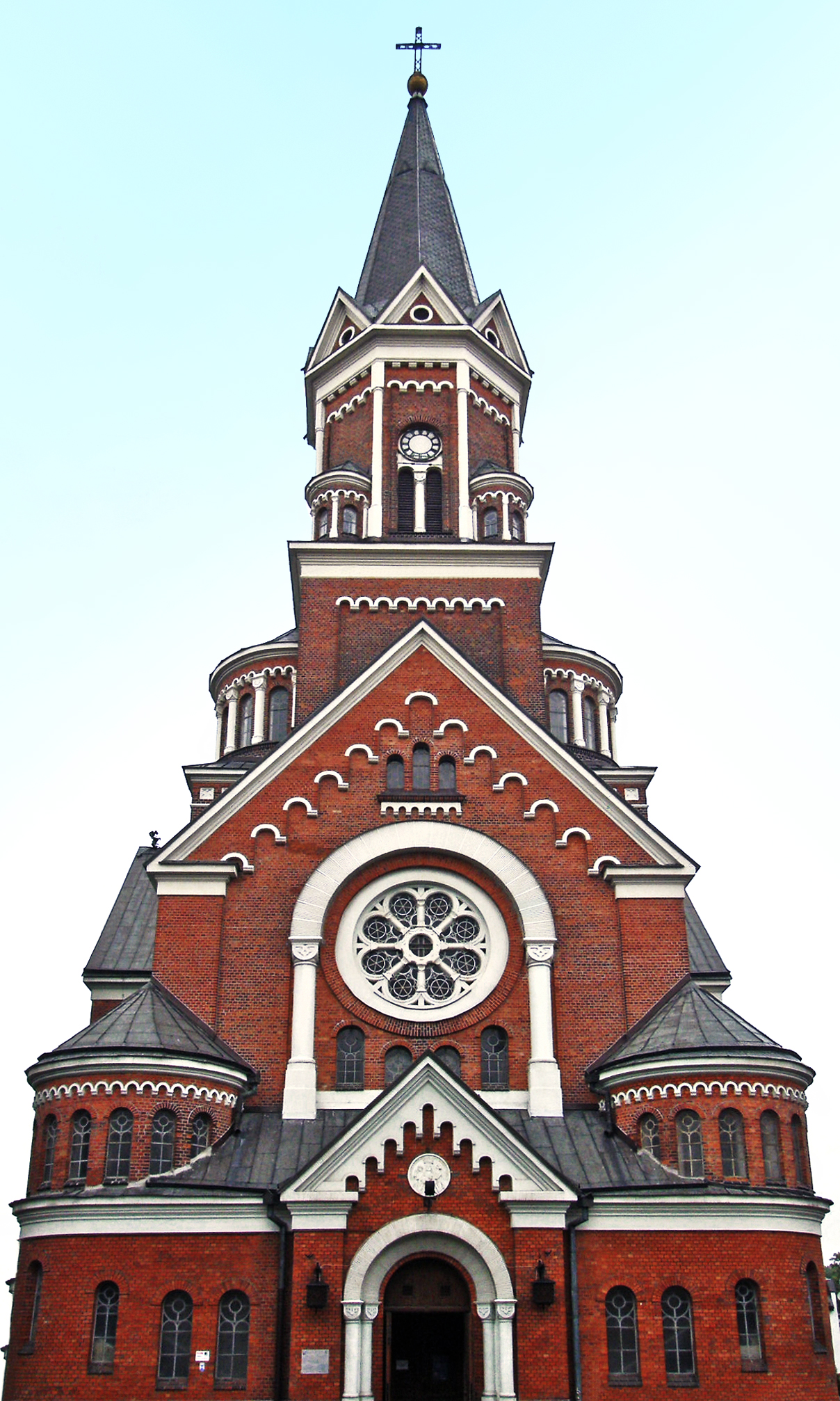
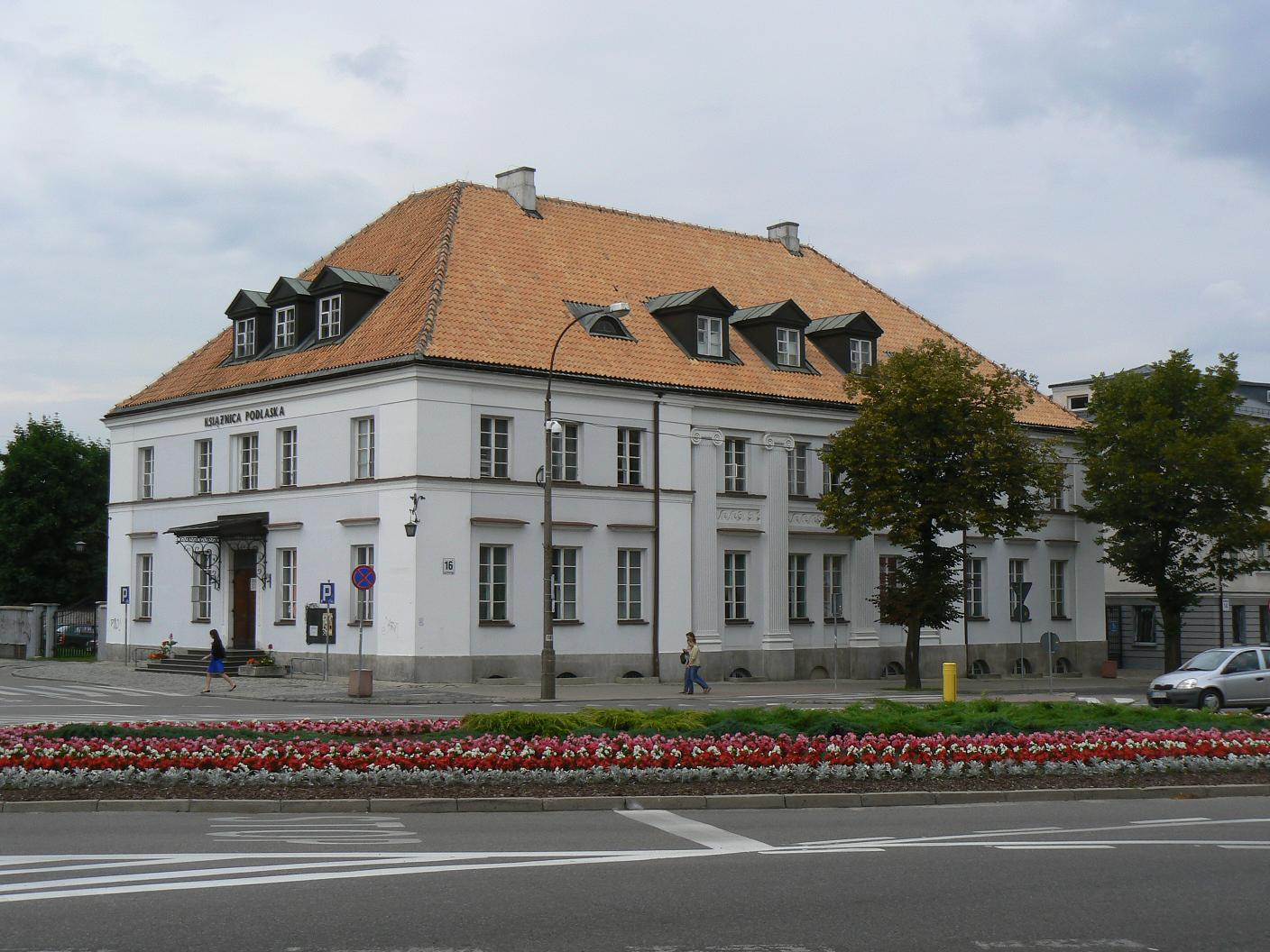
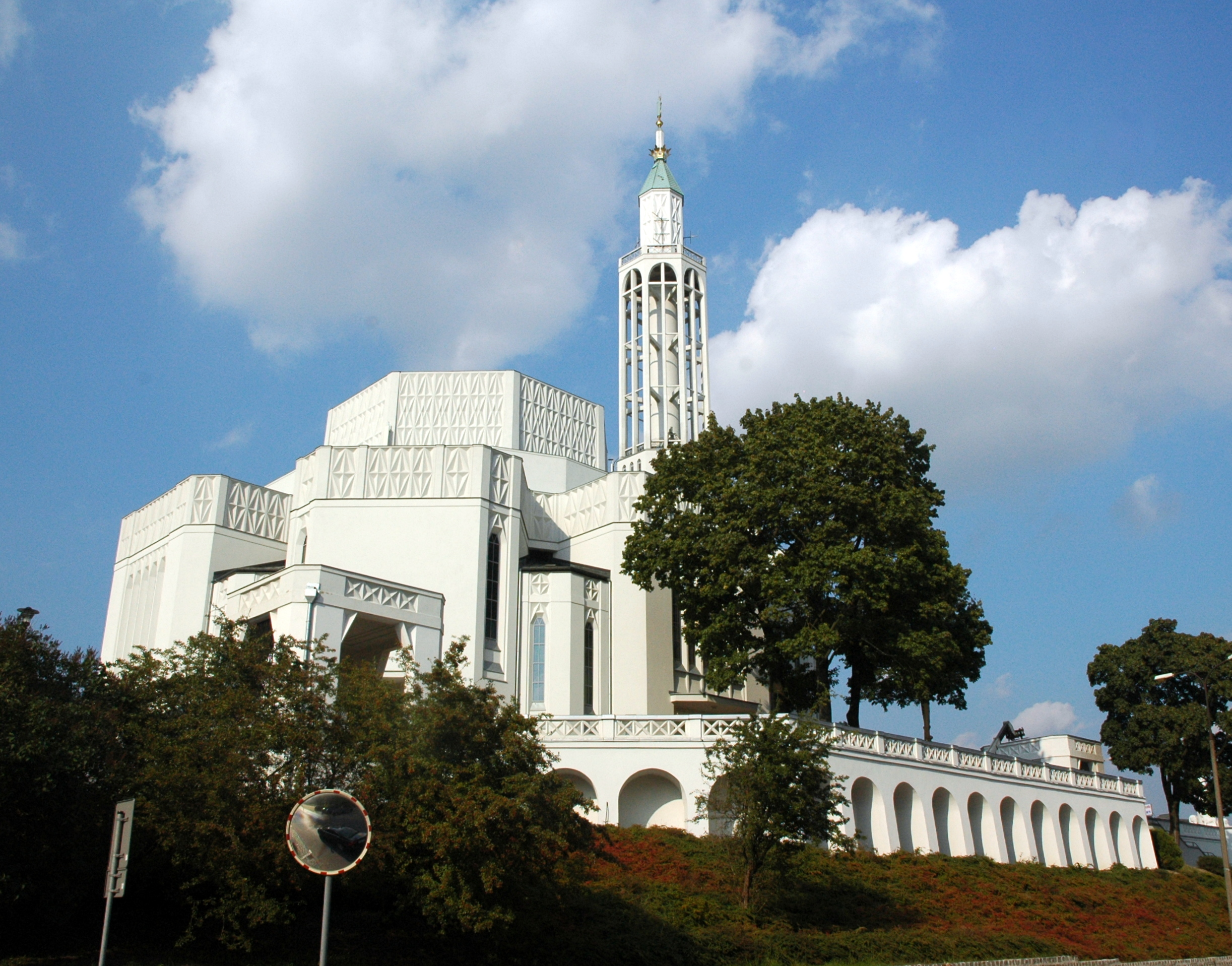

## أعلام
- هينينغ فون تريسكوامر
- لودفيك زامنهوف
- توماش فرانكوفسكي
- إزابيلا بونياتوفسكا
- صمويل موهيليفر